# Летюча жаба яванська
Летюча жаба яванська (Rhacophorus reinwardtii) — вид земноводних з роду Летюча жаба родини Веслоногі. Інша назва «летюча жаба Рейнвардта» (на честь німецького вченого Каспара Рейнвардта).

## Опис
Загальна довжина досягає 4,1—8,9 см. Спостерігається статевий диморфізм самиці більші за самців. Тіло струнке, очі великі з горизонтальними зіницями. Між пальцями передніх і задніх кінцівок натягнута дуже сильно розвинена перетинка. Вона використовується при здійсненні ширяючих стрибків з дерева на дерево.
Забарвлення спини інтенсивно-зелене, черева — яскраво-жовте. У молодих особин на перетинках між пальцями і в пахвових западинах проступають сині плями, які з віком зникають.

## Спосіб життя
Полюбляє вологі гірські ліси, велику частину часу проводить на деревах. Зустрічається на висоті до 1400 м над рівнем моря. Активна вночі. Живиться комахами. При стрибках здатна долати відстань між деревами до 20 м.
Розмноження відбувається у воді. Самиця споруджує гнізда для інкубації з піни на листі, звисаючих над водою. Пуголовки, які з'являються, відразу опиняються у воді.

## Розповсюдження
Мешкає на островах Ява, Суматра, Калімантан.